# Lene Hau
Lene Vestergaard Hau, född i Vejle 13 november 1959, är en dansk fysiker, verksam som professor vid Institutionen för fysik och tillämpad fysik på Harvard University i Cambridge, Massachusetts.
Hau studerade vid universitetet i Århus, med en kandidatexamen i matematik och en masterexamen i fysik, för att sedan doktorera i kvantteori. Hon började som forskningsassistent i USA och arbetade därefter för Rowland Institute for Science, ett forskningscenter i Boston. Sedan 1999 har hon en professur i fysik och tillämpad fysik vid Harvard University. 1999 lyckades hon tillsammans med sin forskargrupp på Harvard Universitet, sakta ner ljuset från 300000 kilometer per sekund till runt 17 meter per sekund med hjälp av Bose-Einstein-kondensat, och två år senare kunde de stoppa ljuset helt genom att leda den genom en suprafluid. 2007 kunde de fånga och släcka en ljusstråle för att sedan transportera det till en annan del i rymden. Ljuset kunde sedan tändas igen, friges och fara iväg med en hastighet på 0.06 meter per sekund.
Hau har på senare tid engagerat sig i ett forskningsprogram som studerar hur proteiner i fotosyntesen, som drivs av ljus, är kopplade till strukturer i oorganiska partiklar i nano-storlek. Det handlar om samspelet mellan ljus-materia, nano-vetenskap samt molekylär- och syntetisk biologi.
Lene Vestergaard Hau valdes in som ledamot av den svenska Kungliga Vetenskapsakademien 16 januari 2008. Hon valdes även in som ledamot till American Academy of Arts and Sciences den 20 april 2009. 2011 fick Hau Carlsbergsfondens forskningspris för sin forskning om ljusets hastighet. Dessutom är hon involverad i vetenskaplig politik och har medverkat som talare på flertal internationella konferenser.  2013 var hon huvudtalare på EliteForsk-konferencen i Köpenhamn, där Danmarks skickligaste forskare äras.

## Akademisk karriär
Hau studerade matematik på Århus Universitet där hon tog sin kandidatexamen 1984. Därefter fortsatte hon med studierna och tog en masterexamen i fysik två år senare. Under resan till en doktorsexamen, studerade Hau bland annat teoretisk fysik med inriktning mot kondenserad materia och under en tid arbetade hon på partikelfysiklaboratoriet CERN i Genève. 1991 blev Hau doktor i fysik med en avhandling om elektronkanalisering och atomföljder i kisel.
Hon började jobba på Harvard University i Boston som forskarassistent 1989 där hon senare fick erbjudande om att forska med ett eget laboratorium samt med möjligheten att själv välja forskningsprojekt, på Rowland Institute for Science i Cambridge, Massachusetts. År 1999 blev Lene Vestergaard Hau professor på Harvard där hon än idag är verksam som Mallinckrodt Professor vid Institutionen för fysik och tillämpad fysik. Därtill medverkar hon i fakulteten för Harvards program i biofysik.